# Ishmael Peak
Der Ishmael Peak ist ein markanter und freistehender Felsengipfel von rund 600 m Höhe im Grahamlands auf der Antarktischen Halbinsel. Er ragt 6,5 km südlich des Spouter Peak auf, der seinerseits die Nordflanke des Mündungsgebiets des Leppard-Gletschers markiert.
Kartografisch erfasst wurde er durch den Falkland Islands Dependencies Survey in den Jahren 1947 und 1955. Das UK Antarctic Place-Names Committee benannte ihn 1957 nach Ishmael, dem Protagonisten und Erzähler in Herman Melvilles 1851 veröffentlichtem Roman Moby-Dick.